# Långa bollar på Bengt
Långa bollar på Bengt är en låt från 1992, framförd av gruppen Svenne Rubins. Låten handlar inledningsvis om hur en vuxen man minns sin tid som fotbollsspelare i pojklaget, där hans tränares son heter Bengt. Bengt ses som en gullgosse och lagets taktik går ut på att slå långa bollar på honom. 
Många år senare går låtens jag ner till fotbollsplanen och upptäcker att Bengt har blivit tränare i pojklaget, medan hans son Bengt junior har övertagit den gamla rollen som stjärna. Låten är delvis inspirerad av en verklig händelse i Dala-Floda med spelaren Bengt Daleflod.
Låttiteln har även gett upphov till travesteringar av typen "långa bollar på Zlatan" när man ska beskriva svenska landslagets spel.  
2012 gjorde Svenne Rubins en engelskspråkig version, "Pass it on to John".
Sabaton har även gjort en version av låten, tillsammans med Svenne Rubins.

## Svensktoppen
"Långa bollar på Bengt" testades på Svensktoppen, där den låg i elva veckor under perioden 3 maj–6 september 1992 och som bäst på andra plats.